# Cappello romano

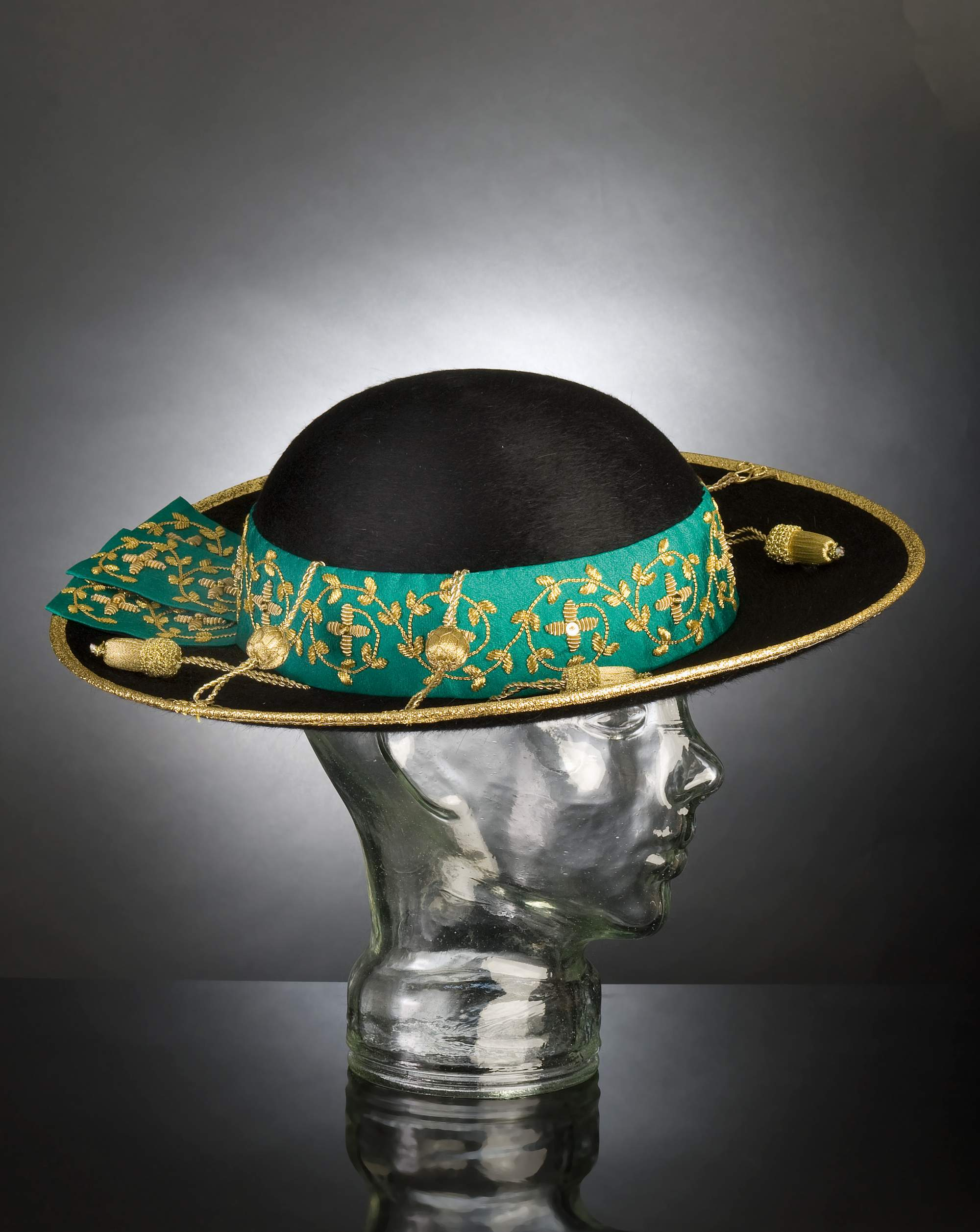
Cappello romano (Saturno) arcybiskupa z kolekcji Philippi

Cappello romano (l.mn. cappelli romani; z wł. dosł. „rzymski kapelusz”) lub saturno (l.mn. saturni; jego kształt przypomina planetę Saturn wraz z charakterystycznymi pierścieniami) – kapelusz z szerokim, okrągłym rondem i zaokrągloną główką, noszony na zewnątrz w niektórych krajach przez duchownych katolickich, odzianych w sutannę.

## Opis
Kapelusz wykonany jest z futra bobrów lub filcu i podszyty białym jedwabiem. W przeciwieństwie do wielu innych elementów ubioru duchownego, nie służy on do celów ceremonialnych, będąc przede wszystkim praktycznym akcesorium. Jest on rzadkością nawet w dzisiejszym Rzymie, chociaż był tam dość popularny i w niektórych innych krajach, w których większość ludności była katolikami, od XVII wieku do około 1970 roku.
Istnieją pewne, w większości drobne różnice w wyglądzie kapelusza, w zależności od rangi noszącego. Papież nosi czerwone saturno ze złotymi chwostami. Kardynałowie mieli wcześniej przywilej noszenia czerwonego cappello, ale ta reguła została zniesiona przez papieża Pawła VI, i obecnie kardynałowie noszą czarne kapelusze z czerwonymi i złotymi chwostami oraz szkarłatną podszewką. Biskupi noszą saturno z zielonymi i złotymi chwostami z fioletową podszewką. Zwyczajny ksiądz może nosić jedynie czarne cappello z czarną podszewką wraz z opcjonalnymi, czarnymi chwostami. Cappello dla diakonów i kleryków nie ma cech wyróżniających.

## Galeria

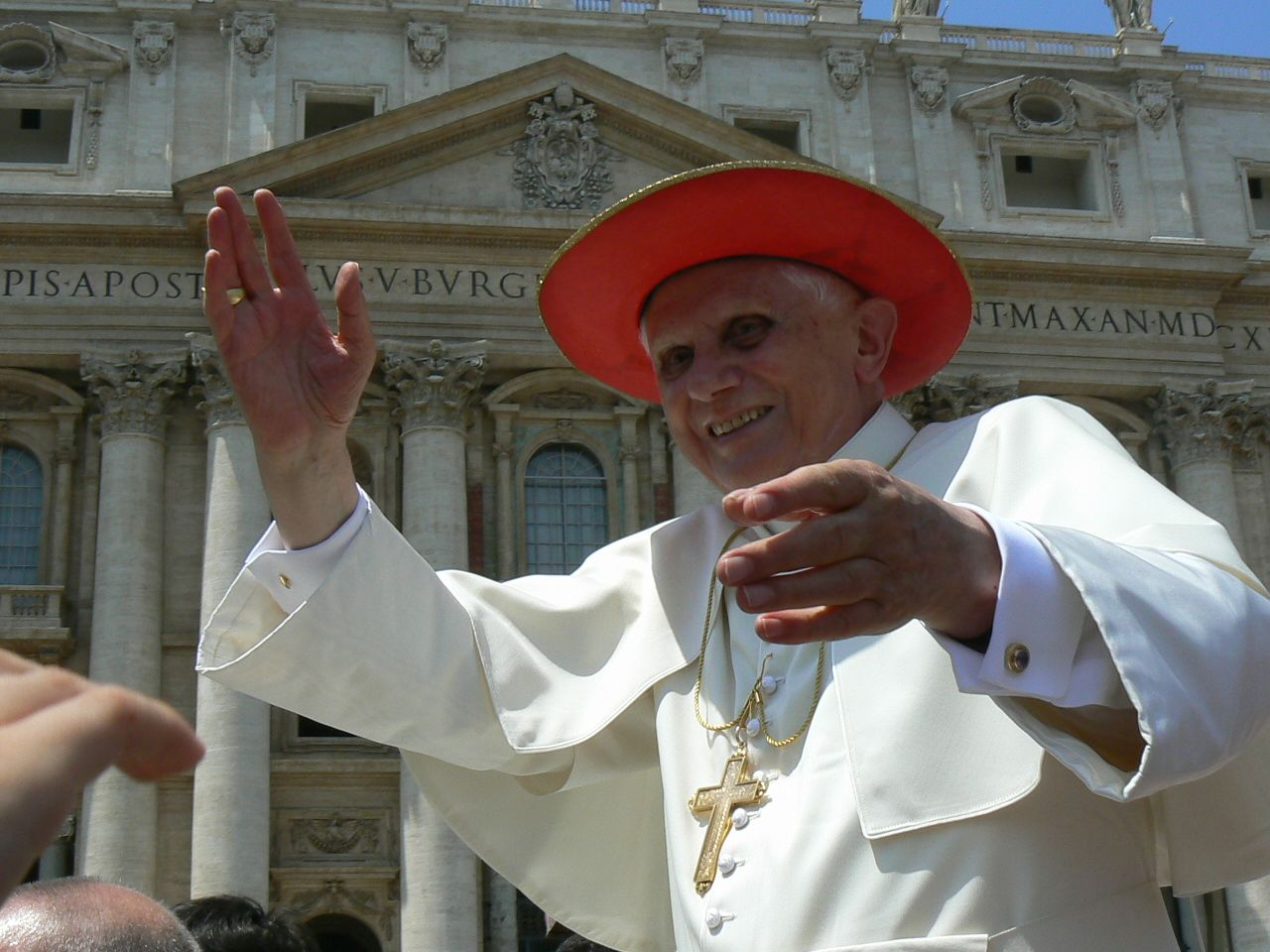
Papież Benedykt XVI noszący cappello romano podczas mszy pod gołym niebem w 2007 roku.
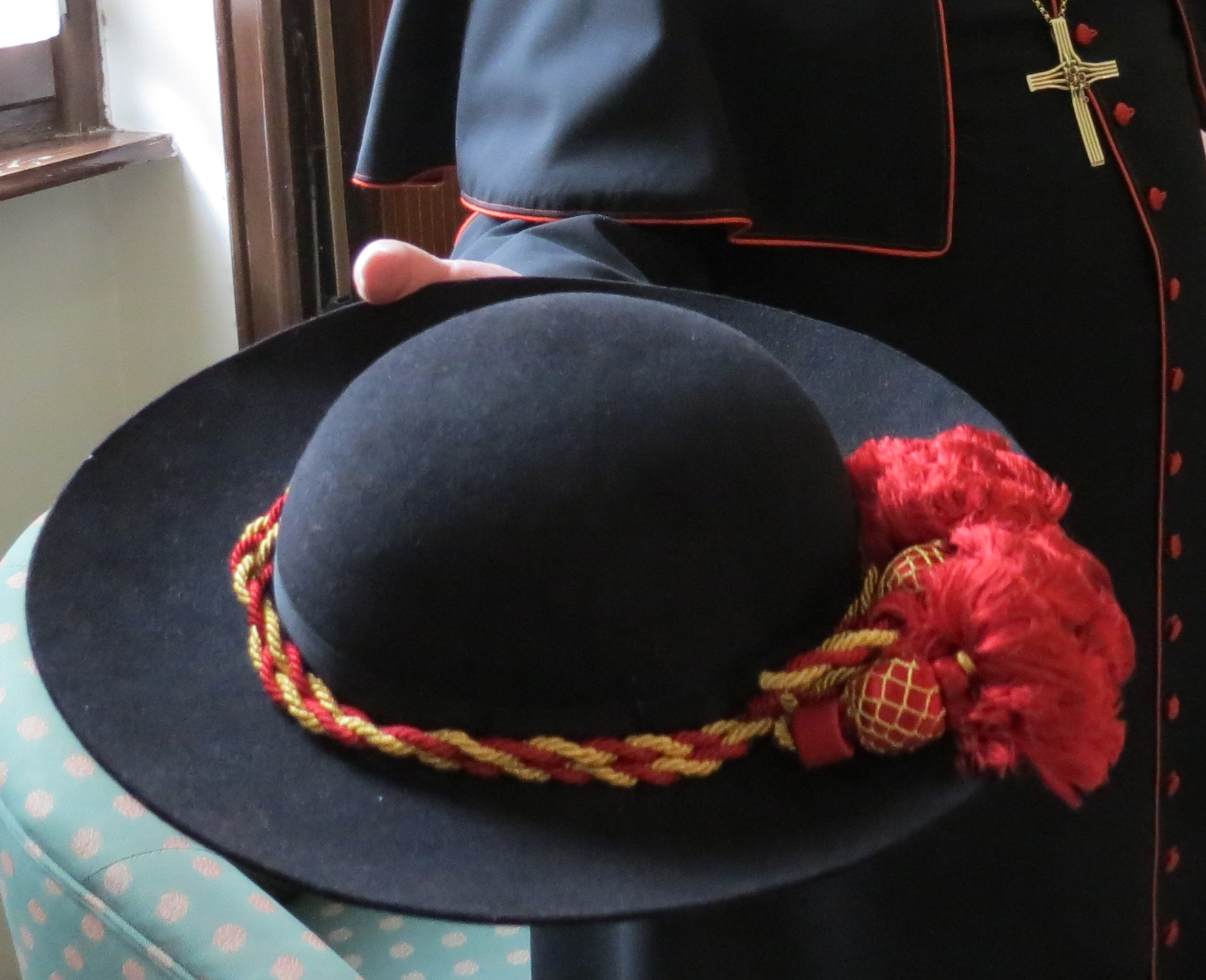
Saturno kardynała Dominika Duki.
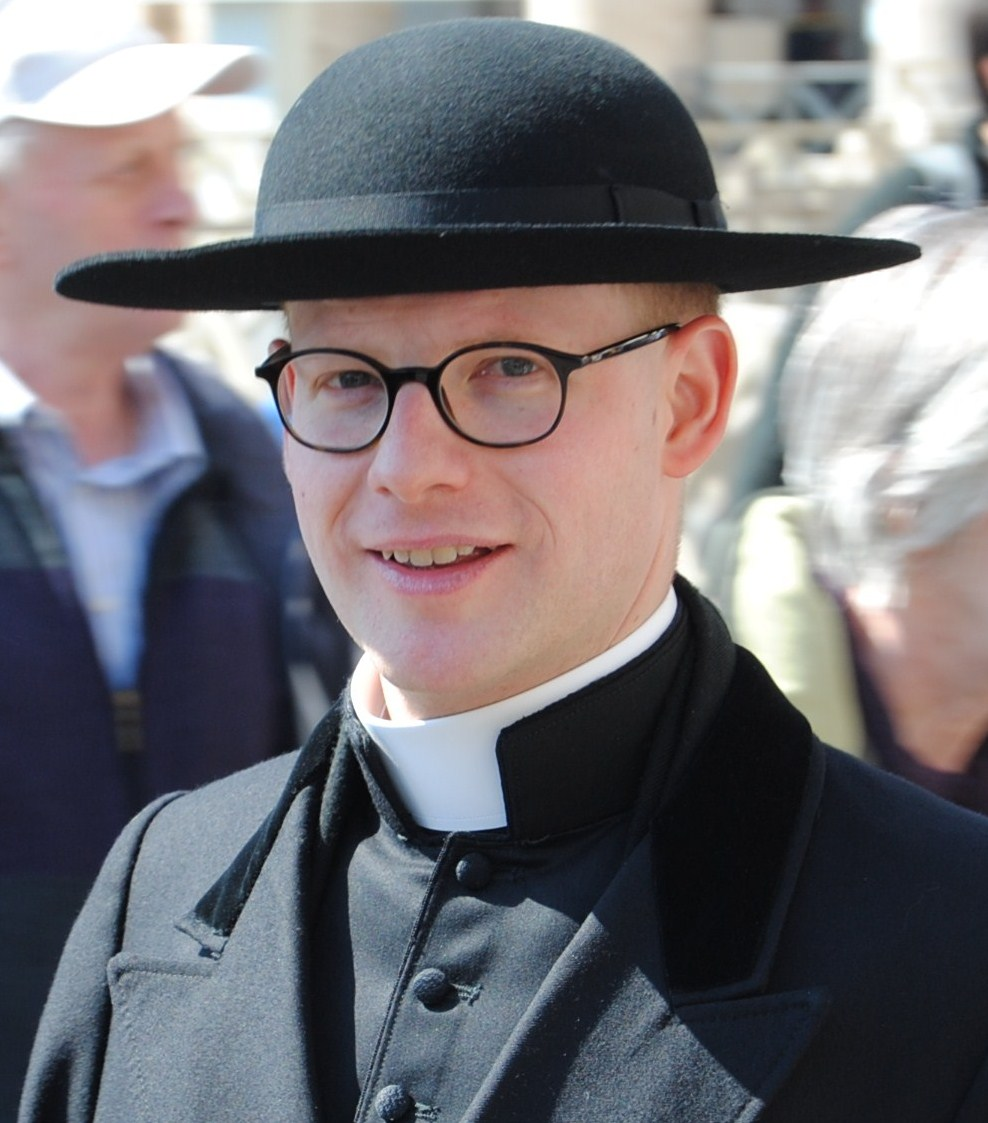
Kleryk noszący cappello romano.